# طیف‌سنجی اتلاف انرژی الکترون

طیف تجربی تلفات انرژی الکترون، ویژگی‌های اصلی زیر را نشان می‌دهد: پیک تلفات صفر، قله‌های پلاسمون و لبهٔ از دست دادن هسته.

طیف‌سنجی از دست دادن انرژی الکترون (EELS)، روشی است که یک ماده را در معرض پرتوهایی از الکترون در محدودهٔ باریکی از انرژی‌های جنبشی شناخته‌شده قرار می‌دهند. برخی از الکترون‌ها در اثر این پرتوها، تحت پراکندگی غیرکشسانی قرار می‌گیرند، به این معنی که انرژی خود را از دست می‌دهند و مسیرشان به‌طور تصادفی، مقدار کمی تغییر می‌کند و منحرف می‌شوند. مقدار این اتلاف انرژی را می‌توان از طریق یک روش طیف‌سنجی الکترونی اندازه‌گیری کرد و بر حسب آنچه باعث اتلاف انرژی شده‌است، نتایج را تفسیر کرد. این فعل و انفعالات غیرکشسانی می‌توانند شامل برانگیختگی فونون، انتقال بین و داخل باند، برانگیختگی پلاسمون، یونیزاسیون پوستهٔ داخلی و تابش چرنکوف باشند. نتایج ناشی از یونیزاسیون پوسته داخلی به ویژه برای تشخیص اجزای عنصری یک ماده مورد استفاده قرار می‌گیرد. برای مثال، ممکن است متوجه شویم که تعداد بیش از حد انتظاری از الکترون‌های ماده با انرژی ۲۸۵ الکترون‌ولت عبور می‌کند و این کمتر از زمانی است که وارد ماده شده‌اند. این تقریباً مقدار انرژی مورد نیاز برای حذف یک الکترون از لایهٔ داخلی یک اتم کربن می‌باشد که می‌تواند به عنوان مدرکی مبنی بر وجود مقدار قابل‌توجهی کربن در نمونه در نظر گرفته شود. با کمی دقت، و با نگاهی به طیف گسترده‌ای از تلفات انرژی، می‌توان انواع اتم‌ها و تعداد اتم‌های هر نوع را که به پرتو برخورد می‌کنند را تعیین کرد. همچنین زاویهٔ پراکندگی (یعنی مقداری که مسیر الکترون منحرف می‌شود) را نیز می‌توان اندازه‌گیری کرد و اطلاعاتی در مورد رابطه پراکندگی هر نوع تحریک ماده‌ای که باعث پراکندگی غیرکشسانی شده‌است را ارائه داد.

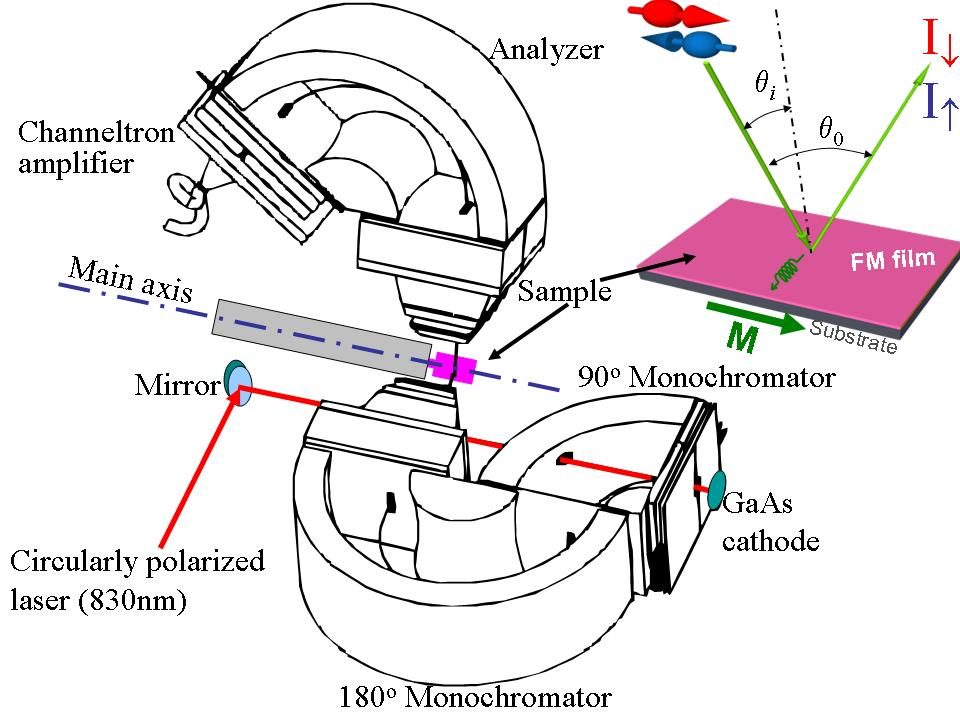
فرایند پراکندگی

## تاریخچه
طیف‌سنجی از دست دادن انرژی الکترون اولین بار توسط جیمز هیلیر و RF Baker در اواسط دههٔ ۱۹۴۰ توسعه یافت اما در طول ۵۰ سال بعد به‌طور گسترده مورد استفاده قرار نگرفت، اما در دههٔ ۱۹۹۰ به دلیل پیشرفت در ساخت میکروسکوپ‌های دقیق و فناوری خلاء استفاده از این تکنیک هم در تحقیقات گسترده‌تر شد. با در دسترس قرار گرفتن ابزار دقیق مدرن در آزمایشگاه‌های سراسر جهان، پیشرفت‌های فنی و علمی از اواسط دههٔ ۱۹۹۰ سرعت گرفت و باعث کاربردی‌تر شدن این تکنیک شد. این روش می‌تواند از سیستم‌های تشکیل‌دهندهٔ کاوشگر اصلاح‌شده با انحراف مدرن برای دستیابی به وضوح فضایی تا ۰٫۱~ نانومتر استفاده کند. در حالی که با یک منبع الکترونی تک‌رنگ یا دکانولوشن دقیق، وضوح انرژی می‌تواند 0.1 eV یا بهتر شود. این روش امکان اندازه‌گیری دقیق خواص اتمی و الکترونیکی تک ستون‌های اتم‌ها و در موارد معدودی، اتم‌های منفرد را هم فراهم می‌کند.

## مقایسه EELS با EDX
از تکنیک EELS به عنوان مکمل روش طیف‌سنجی پرتوی ایکس پراکنده انرژی (که با نام‌های EDX, EDS, XEDS، و غیره شناخته می‌شود) استفاده می‌شود، که یکی دیگر از تکنیک‌های طیف‌سنجی رایجی است که در بسیاری از میکروسکوپ‌های الکترونی استفاده می‌شود. روش EDX در شناسایی ترکیب اتمی یک ماده عملکرد فوق‌العاده‌ای دارد و استفاده از آن بسیار آسان‌تر از EELS است و به عناصر سنگین و با اعداد اتمی بالا حساسیت بالایی نشان می‌دهد. از لحاظ تاریخی روش EELS، تکنیک دشوارتری نسبت به EDX بشمار می‌رود، همچنین این تکنیک قادر به اندازه‌گیری ترکیبات اتمی، پیوندهای شیمیایی، ویژگی‌های الکترونیکی باند ظرفیت و رسانایی، ویژگی‌های سطحی و توابع توزیع فاصله جفتی خاص عنصر است.  تکنیک EELS در عناصر با اعداد اتمی نسبتاً پایین، جایی که لبه‌های تحریک تمایل دارند تیز، مشخص و با تلفات انرژی قابل دسترسی تجربی باشند، عملکرد بهتری دارد (سیگنال بسیار ضعیف فراتر از اتلاف انرژی و حدود 3 keV می‌باشد). روش EELS شاید در آینده برای عناصری از کربن گرفته تا فلزات انتقالی سه بعدی (از اسکاندیم تا روی) توسعه یابد و عملکرد بهتری داشته باشد. برای عنصر کربن، یک طیف‌نگار با تجربه می‌تواند در یک نگاه تفاوت‌های بین الماس، گرافیت، کربن آمورف و کربن معدنی (مانند کربنی که در کربنات‌ها ظاهر می‌شود) را تشخیص دهد. طیف فلزات واسطه سه بعدی را هم می‌توان برای شناسایی حالت‌های اکسیداسیون اتم‌ها تجزیه و تحلیل کرد و نتایجی ارائه داد. برای مثال، Cu(I)، نسبت شدت به اصطلاح «خط سفید» متفاوتی نسبت به Cu (II) دارد. این توانایی مثل «اثرانگشت» برای اشکال مختلف یک عنصر استفاده می‌شود و این یک مزیت قوی تکنیک EELS نسبت به تکنیک EDX است. این تفاوت هم عمدتاً به دلیل اختلاف در وضوح انرژی بین دو تکنیک است (~1 eV یا بیشتر برای EELS، شاید چند ده eV برای EDX).

## انواع

نمونه ای از لبهٔ یونیزاسیون پوسته داخلی (از دست دادن هسته) داده‌های EELS از La _{0.7} Sr _{0.3} MnO _{3}، به دست آمده در یک میکروسکوپ الکترونی عبوری روبشی.

EELS چندین نوع اصلی دارد که عمدتاً بر اساس هندسه و انرژی جنبشی الکترون‌های فرودی (که معمولاً بر حسب کیلوالکترون ولت اندازه‌گیری می‌شوند) طبقه‌بندی می‌شوند. احتمالاً رایج‌ترین مورد EELS که امروزه استفاده می‌شود، نوع انتقالی است که در آن از انرژی‌های جنبشی معمولاً ۱۰۰ تا ۳۰۰ کیلوالکترون ولت استفاده می‌شود و الکترون‌های فرودی به‌طور کامل از مادهٔ نمونه عبور می‌کنند. این فرایند معمولاً در یک میکروسکوپ الکترونی عبوری (TEM) رخ می‌دهد، اگرچه امروزه برخی از سیستم‌های اختصاصی نیز طراحی شده‌اند که وضوح فوق‌العاده‌ای را از نظر انتقال انرژی و تکانه با امکان تفکیک مکانی امکان‌پذیر می‌کنند.
از انواع دیگر EELS هم می‌توان به EELS انعکاسی (شامل طیف‌سنجی الکترون پرانرژی با اتلاف انرژی یا (RHEELS)) اشاره کرد، این تکنیک معمولاً در بازهٔ ۱۰ تا ۳۰ کیلوولت کار می‌کند و نوع دیگر هم EELS دور (که گاهی اوقات EELS میدان نزدیک نیز نامیده می‌شود) است که در آن پرتو الکترونی در واقع به نمونه برخورد نمی‌کند اما در عوض از طریق برهم کنش کولن با برد بلند با آن تعامل دارد. Aloof EELS هم نوع دیگری است که به خصوص به خواص سطح حساس است، اما محدود به تلفات انرژی بسیار کوچک هست مانند آن‌هایی که با پلاسمون‌های سطحی یا انتقال مستقیم بین باندی مرتبط هستند.
روش EELS انتقالی، خود به دو دستهٔ EELS ظرفیت (که پلاسمون‌ها و انتقال‌های بین باندی را اندازه‌گیری و بررسی می‌کند) و EELS یونیزاسیون پوستهٔ داخلی (که تقریباً همان اطلاعات طیف‌سنجی جذب پرتو ایکس را ارائه می‌کند، اما در حجم‌های بسیار کمتری از مواد) تقسیم می‌شود. خط تقسیم بین این دو روش، در حالی که تا حدودی نامشخص است، اما در حدود اتلاف انرژی ۵۰ اکترون‌ولت می‌باشد.
پیشرفت‌های ابزاری در بخش اتلاف انرژی بسیار کم طیف EELS را باز کرده‌است و طیف‌سنجی ارتعاشی را در میکروسکوپ الکترونی عبوری (TEM) ممکن می‌کند. همچنین هر دو حالت ارتعاشی یعنی IR-active و non-IR-active در EELS وجود دارند.

## طیف EEL
طیف انرژی از دست داده شدهٔ الکترون (EEL) را می‌توان تقریباً به دو ناحیه مختلف تقسیم کرد: طیف با تلفات انرژی کم (اتلاف انرژی تا حدود 50eV) و طیف با تلفات انرژی زیاد. طیف با تلفات کم انرژی خود شامل پیک اتلاف انرژی صفر و پیک‌های پلاسمون است که اطلاعاتی در مورد ساختار نوار و خواص دی‌الکتریک مادهٔ نمونه در اختیار ما قرار می‌دهد و طیف با تلفات بالای انرژی هم حاوی اطلاعات مربوط به لبه‌های یونیزاسیون است که به دلیل یونیزاسیون پوسته داخلی در نمونه ایجاد می‌شود. این ویژگی‌ها برای گونه‌های مختلف موجود در نمونه هستند و به همین دلیل از آن‌ها می‌توان برای به دست آوردن اطلاعات دقیق در مورد شیمی نمونه استفاده کرد.

## اندازه‌گیری ضخامت
طیف‌سنجی از دست دادن انرژی الکترون (EELS) امکان اندازه‌گیری سریع و مطمئن ضخامت موضعی در میکروسکوپ الکترونی عبوری را فراهم می‌کند.  کارآمدترین روش به شرح زیر است:
- در ابتدا باید طیف تلفات انرژی را در محدوده انرژی حدود -۵..۲۰۰ الکترون‌ولت اندازه‌گیری کرد (بازتر بهتر). هم‌چنین اندازه‌گیری سریع است (در حد میلی ثانیه). بنابراین می‌تواند برای موادی که معمولاً در زیر پرتوهای الکترونی ناپایدار هستند اعمال شود.
- تجزیه و تحلیل طیف:۱- استخراج اوج تلفات صفر (ZLP) با استفاده از روال استاندارد. ۲- انتگرال‌ها تحت ZLP (I0) و تحت کل طیف (I) محاسبه شود.
- ضخامت t به صورت mfp* ln(I/I0) محاسبه می‌شود. در اینجا mfp میانگین مسیر آزاد پراکندگی غیرالاستیک الکترون است که برای اکثر جامدات و اکسیدهای عنصری جدول‌بندی شده‌است.[۱۳]

قدرت تفکیک فضایی این روش به وسیلهٔ محلی‌سازی پلاسمون محدود شده در حدود ۱ نانومتر است،  به این معنی که نقشه‌های ضخامت فضایی را می‌توان در میکروسکوپ الکترونی عبوری روبشی با وضوح ~۱ نانومتر اندازه‌گیری کرد.

## اندازه‌گیری فشار
برای اندازه‌گیری شدت و موقعیت، پیک‌های EELS کم انرژی تحت تأثیر فشار قرار می‌گیرند. با این کار می‌توان فشار محلی را با وضوح فضایی حدود ~۱ نانومتر نگاشت کرد.
- روش پیک شیفت یک روش قابل اعتماد و ساده است. در این روش موقعیت اوج با اندازه‌گیری مستقل (معمولاً نوری) با استفاده از سلول سندان الماس کالیبره می‌شود. با این حال، وضوح طیفی اکثر طیف‌سنج‌های EEL (معمولاً ۱ الکترون‌ولت) اغلب برای جابجایی‌های کوچک ناشی از فشار بیش از حد خام است؛ بنابراین حساسیت و دقت این روش نسبتاً ضعیف است. با این وجود، فشارهایی به کوچکی ۰٫۲ گیگا پاسکال در داخل حباب‌های هلیوم در آلومینیوم با این روش اندازه‌گیری می‌شود.[۱۴]
- روش شدت اوج، متکی بر تغییر غیرمجاز ناشی از فشار در شدت انتقال دوقطبی است. از آنجایی که این شدت برای فشار صفر، صفر است، روش نسبتاً حساس و دقیقی است. با این حال، نیاز به وجود انتقال مجاز و غیرمجاز انرژی‌های مشابه دارد؛ بنابراین فقط برای سیستم‌های خاص مانند حباب‌های Xe در آلومینیوم قابل استفاده است.[۱۵]

## استفاده در هندسه کانفوکال
میکروسکوپ اتلاف انرژی الکترونی هم کانونی روبشی (SCEELM) یک ابزار میکروسکوپ تحلیلی جدید است که به میکروسکوپ الکترونی عبوری اصلاح شدهٔ دوگانه این امکان را می‌دهد تا به وضوح زیر ۱۰ نانومتر در تصویربرداری برش عمقی در نانومواد برسد. این ابزار قبلاً با عنوان میکروسکوپ الکترونی روبشی کانفوکال فیلترشده با انرژی نامیده می‌شد که دلیل آن هم عدم توانایی جذب طیف کامل بود (فقط یک بخش کوچک انرژی در حد 5 eV می‌تواند در هر زمان در آن استفاده شود). در SCEELM از مزایای تصحیح کننده انحراف رنگی جدید استفاده می‌شود که به الکترون‌هایی با انرژی بیش از ۱۰۰ الکترون‌ولت انرژی اجازه می‌دهد تا تقریباً در همان صفحه کانونی متمرکز شوند. در این ابزار نشان داده شده‌است که دریافت همزمان سیگنال‌های تلفات صفر، تلفات کم و هسته تا ۴۰۰ الکترون‌ولت در هندسه کانفوکال با قابلیت تشخیص عمق امکان‌پذیر است.